# Cerimonia del tè

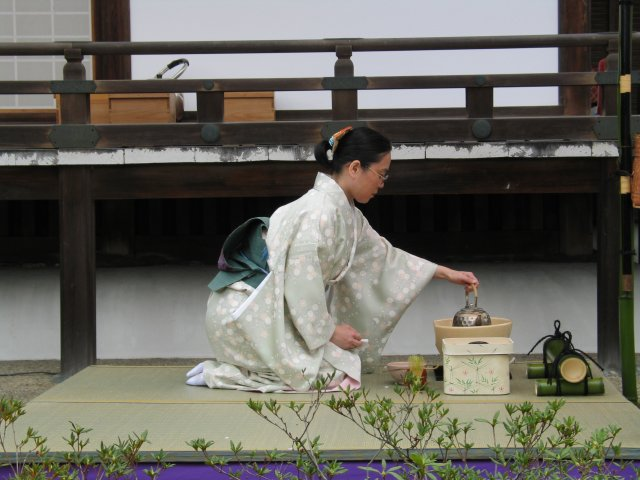
Cerimonia del tè in Giappone

Con l'espressione cerimonia del tè si intende indicare quelle differenti forme ritualizzate per preparare e quindi gustare la bevanda del tè, praticate in diverse culture asiatiche.
Essa è un'attività culturale, e a volte meditativo-religiosa, che comporta la realizzazione e la presentazione del tè.
Le varie varianti nazionali di questa cerimonia sono state influenzate, in tempi diversi, da quella originaria della Cina, luogo in cui è nata la cultura del tè e la cerimonia stessa.
Parti integranti della cerimonia sono gli strumenti, serie di rituali, gesti, ecc. Tutte le cerimonie contengono "un'adorazione del magnifico tra i fatti spiacevoli della vita quotidiana" e anche raffinatezza, una contentezza spirituale interna, umiltà, compostezza e semplicità "come tutte le arti che prendono parte allo straordinario, a un'artificialità artistica, a un'astrattezza, a simbolismo e formalismo".
A un livello notevolmente di base, le cerimonie del tè sono un modo formalizzato di preparare tale bevanda, in un processo che è stato raffinato per cedere il miglior gusto. Fra i documenti storici sul soggetto vi sono il Canone del tè, risalente al secolo VIII, e il Trattato sul tè, del secolo XII.